# Passió (pel·lícula de 1969)
Passió (títol original en suec: En passion) és una pel·lícula sueca d'Ingmar Bergman, estrenada el 1969 i doblada al català.

## Argument
Andreas Winkelman viu sol a Fårö, retirat del món. Un dia, Anna, una jove vídua, li demana per telefonar. Andréas, que ha fet veure que sortia, escolta la seva conversa fosa en llàgrimes. Quan se'n va, oblida la seva bossa. Andréas l'escorcolla abans de portar-li. En aquesta ocasió, coneix una parella, Elis i Eva Vergérus, amb qui simpatitza. Un dia en què el seu marit és absent, Eva ret visita Andreas...

## Repartiment
- Max von Sydow: Andreas Winkelman
- Liv Ullmann: Anna Fromm
- Bibi Andersson: Eva Vergérus
- Erland Josephson: Elis Vergérus
- Erik Hel: Johan Andersson
- Sigge Fürst: Verner
- Svea Holst: La dona de Verner
- Annicka Kronberg: Katarina
- Hjördis Petterson: la germana de Johan